# 皇国の緋色
『皇国の緋色』（こうこくのひいろ）は、原作：月岡帆恣郎、作画：田中ひかるによる日本の漫画作品。『月刊Gファンタジー』（スクウェア・エニックス）にて、2013年4月号から2015年5月号まで連載された。

## ストーリー
弟と共に剣道の頂を目指す高校生・宮坂虎銕は、部長の川瀬千宥に真剣勝負を挑まれて真剣を持って来た時、川瀬の目の前でタイムスリップする。幕末にたどり着いた宮坂は薩摩藩邸屯集の浪士たちに捕縛されるが、浪士隊総裁の相楽総三は宮坂を気に入り、仲間に入れることになった。時を超えて出会った2人の物語が始まる。

## キャラクター
姓のみ表示のものは、名が本編未登場。

### 現代
宮坂虎銕（みやさか こてつ）
本作の第一主人公。一人称は「俺」。高校剣道において、「出小手コテツ」の異名を取る若き天才剣士。性格は明るく元気だが、弟を守るためなら過剰な行動にでてしまうこともある。
川瀬千宥に「真剣勝負だ！」と言われ、真剣を持ってきたときに幕末にタイムスリップする。
宮坂弥生（みやさか やよい）
虎銕の弟。兄・虎銕と比較されることに悩み、自分の道を切り開くため、名門・魁星學院に入学する。しかし、剣道部部長・川瀬千宥の奸策に惑わされてしまう。大樹四郎に顔が似ている。
川瀬千宥（かわせ ちひろ）
名門・魁星高校の剣道部部長を務め、その容姿などからもマスコミの注目を集めるカリスマ剣士。関東大会で虎銕と決勝を争うことになる。虎銕のタイムスリップを目撃する。

### 江戸時代

#### 江戸薩摩藩邸浪士隊
相楽総三（さがら そうぞう）
本作の第二主人公。一人称は「私」。薩摩藩邸で浪士隊の総裁を務める若き志士。端麗な容姿とは似合わない豪快な性格の持ち主。浪士隊に捕縛された虎銕を仲間に引き入れようとする。のちの赤報隊隊長でもある。
水原二郎（みずはら じろう）
浪士隊の副総裁。性格は真面目。血気盛んな浪士隊と相楽をサポートする。
大樹四郎（おおき しろう）
渋谷総司（しぶや そうじ）
西村謹吾（にしむら きんご）
金田源一郎（かねだ げんいちろう）
小松三郎（こまつ さぶろう）
菊池（きくち）
内藤（ないとう）

#### 薩摩藩
西郷隆盛（さいごう たかもり）
大久保利通（おおくぼ としみち）
伊牟田尚平（いむた しょうへい）
益満休之助（ますみつ きゅうのすけ）

#### 佐幕派
川瀬紫京（かわせ しきょう）
浅井菊之助（あさい きくのすけ）
土方歳三（ひじかた としぞう）
沖田総司（おきた そうじ）
斎藤一（さいとう はじめ）

#### その他
坂本龍馬（さかもと りょうま）
芳野（よしの）
岩倉具視（いわくら ともみ）

## 書誌情報
- 原作：月岡帆恣郎・作画：田中ひかる 『皇国の緋色』 スクウェア・エニックス〈ガンガンコミックスIXA〉、全4巻
  1. 2013年11月22日発売[1]、ISBN 978-4-7575-4141-2
  2. 2014年2月27日発売[2]、ISBN 978-4-7575-4227-3
  3. 2014年8月27日発売[3]、ISBN 978-4-7575-4375-1
  4. 2015年6月27日発売[4]、ISBN 978-4-7575-4141-2